# 81 Ceti
Désignations
81 Ceti (abrégée en 81 Cet) est une étoile géante de la constellation de la Baleine. Elle est faiblement visible à l'œil nu avec une magnitude apparente de 5,65. D'après la mesure de sa parallaxe annuelle par le satellite Gaia, l'étoile est située à environ ∼ 343 a.l. (∼ 105 pc) de la Terre. Elle s'en éloigne à une vitesse radiale héliocentrique de +9,2 km/s.

## Propriétés
81 Ceti est une étoile géante rouge de type spectral K0III. C'est une géante du red clump, ce qui indique qu'elle génère son énergie par la fusion de l'hélium dans son noyau. L'étoile est environ 1,6 fois plus massive que le Soleil et elle est âgée d'environ 2,5 milliards d'années. Son rayon est 11 fois plus grand que le rayon solaire, elle est 60 fois plus lumineuse que le Soleil et sa température de surface est de 4 825 K.

## Système planétaire
La découverte de la planète 81 Ceti b a été annoncée par Sato et al. en juillet 2008, en même temps que celle de 14 Andromedae b et de 6 Lyncis b. Cette planète est une super-Jupiter, ayant 5,3 fois la masse de Jupiter. Elle parcourt son orbite autour de l'étoile en 953 jours.